# Power Up
A Power Up (vagy stilizálva PWR/UP) az ausztrál AC/DC együttes tizenhetedik stúdióalbuma, amely 2020. november 13-án, a Columbia Records kiadásában jelent meg. Ezen az albumon tért vissza az együttesbe Brian Johnson énekes, Cliff Williams basszusgitáros és Phil Rudd dobos, akik a 2014-es Rock or Bust album megjelenését követően a lemezbemutató turné előtt, közben és után távoztak az AC/DC-ből. A Power Up az első album a ritmusgitáros és zenekaralapító Malcolm Young 2017-ben bekövetkezett halála óta, és egyfajta tiszteletadás is felé öccse, Angus Young szerint. Az album 21 országban került a lemezeladási listák élére.

## Az album dalai
Minden dalt Angus Young írt.
|     | Cím                       | Hossz |
| --- | ------------------------- | ----- |
| 1.  | Realize                   | 3:37  |
| 2.  | Rejection                 | 4:06  |
| 3.  | Shot in the Dark          | 3:06  |
| 4.  | Through the Mists of Time | 3:32  |
| 5.  | Kick You When You're Down | 3:10  |
| 6.  | Witch's Spell             | 3:42  |
| 7.  | Demon Fire                | 3:30  |
| 8.  | Wild Reputation           | 2:54  |
| 9.  | No Man's Land             | 3:39  |
| 10. | Systems Down              | 3:12  |
| 11. | Money Shot                | 3:05  |
| 12. | Code Red                  | 3:31  |

## Közreműködtek
- Brian Johnson – ének
- Angus Young – szólógitár
- Stevie Young – ritmusgitár
- Cliff Williams – basszusgitár
- Phil Rudd – dob

## Listás helyezések
| Lista (2020)                                  | Legjobb helyezés |
| --------------------------------------------- | ---------------- |
| Argentína (CAPIF)                             | 1                |
| Ausztrália (ARIA Top 50 Albums)               | 1                |
| Ausztria (Ö3 Austria Top 40)                  | 1                |
| Belgium (Ultratop Flandria)                   | 2                |
| Belgium (Ultratop Vallónia)                   | 1                |
| Kanada (Billboard Canadian Albums Chart)      | 1                |
| Csehország (ČNS IFPI Albums Top 100)          | 3                |
| Dánia (Hitlisten Album Top 40)                | 2                |
| Hollandia (Dutch Charts Album Top 100)        | 2                |
| Finnország (Musiikkituottajat Albumit Top 50) | 1                |
| Németország (Offizielle Top 100)              | 1                |
| Görögország (IFPI)                            | 3                |
| Franciaország (SNEP Album Top 100)            | 1                |
| Magyarország (MAHASZ Top 40 albumlista)       | 1                |
| Olaszország (FIMI Album Top 20)               | 1                |
| Japán (Oricon)                                | 10               |
| Új-Zéland (Recorded Music NZ Top 40 Albums)   | 1                |
| Norvégia (VG-lista Album Top 40)              | 1                |
| Lengyelország (ZPAV Album Top 50)             | 1                |
| Portugália (AFP Top 30 Albums)                | 1                |
| Egyesült Királyság (Scottish Albums)          | 1                |
| Spanyolország (PROMUSICAE Top 100 Álbumes)    | 1                |
| Svédország (Sverigetopplistan Top 60 Albums)  | 1                |
| Svájc (Schweizer Hitparade Top 100 Albums)    | 1                |
| Egyesült Királyság (UK Albums Chart)          | 1                |
| USA Billboard 200                             | 1                |
| USA Top Rock Albums (Billboard)               | 1                |